# مرسدس-بنز سی‌ال‌آر
مرسدس بنز سی‌ال‌آر مجموعه ای از اتومبیل‌های مسابقه ای بود که از طریق همکاری با بخش تیونینگ داخلی مرسدس-آام‌گ و متخصصان اتومبیلرانی مرسدس-بنز تولید شده‌است. سی‌ال‌آر برای مطابقت با مقررات گرندتورینگ پرتوتایپ لمانز طراحی شده بود تا در مسابقات ۱۹۹۹ در مسابقات اتومبیلرانی، به ویژه در مسابقات ۲۴ ساعته لمانز، شرکت کنند. پس‌از مرسدس-بنز سی‌ال‌کا جی‌تی‌آر که در سال ۱۹۹۸ به بازار آمد، این سومین سری از اتومبیل‌های اسپرت بود که توسط مرسدس مسابقه داده می‌شد. این خودرو مانند پیشینیان خود، عناصر اتومبیل‌های تولیدی مرسدس بنز را حفظ کرده‌است، از جمله موتور وی۸ که در خودرو استفاده شده‌است. همچنین بدنه خودرو بر اساس مرسدس-بنز کلاس-سی‌ال (سی۲۱۵) سی‌ال‌کا و سی‌ال طراحی شده‌است. بدنه سی‌ال‌ار از نظر ارتفاع کلی کمتر از سی‌ال‌کاها بود تا ضریب درگ کمتری تولید شود.
در سال ۱۹۹۹ پس از اجرای تیم نزدیک به ۲۲٬۰۰۰ مایل (۳۵٬۰۰۰ کیلومتر) آزمایش، تیم مرسدس بنز متوجه شد که این اتومبیل در طول مقاطع مستقیم با سرعت بالا و طولانی مدار از بی‌ثباتی‌های آیرودینامیکی رنج می‌برد. مارک وبر با سی‌ال‌آر روز قبل مسابقه در استرالیا بخاطز عدم تعادل و آیرودینامیک تصادف کرد و خودرو نیاز به بازسازی پیدا کرد. صبح روز مسابقه وبر و سی‌ال‌آر تعمیر شده در جلسه تمرینی آخر به پیست بازگشتند، اما در اولین دور خود در دور پیست، ماشین بار دیگر بخاطر مشکلات آیرودینامیکی برروی سقف خود واژگون شد. علی‌رغم ادامه تصادفات مرسدس سی‌ال‌آر را برای مسابقه انتخاب کرد.
نزدیک به چهار ساعت مانده به مسابقه، پیتر دمبرک اسکاتلندی در بین رهبران مسابقه در حال تماشا بود که سی‌ال‌آر او دچار همان بی‌ثباتی آیرودینامیکی شد و به هوا پرتاب شد، این بار موانع ایمنی مدار پیست را تخریب کرد، به سمت درختان سقوط کرد و پس از چند پشتک در یک زمین باز سقوط کرد. این اتفاق و حوادث قبلی باعث شد تا مرسدس نه تنها ماشین باقیمانده خود را بلافاصله از این رویداد بیرون بکشد، بلکه کل برنامه سی‌ال‌آر را لغو کرده و از شرکت در مسابقات اتومبیلرانی اسپرت امتناع کند. این تصادفات منجر به تغییر در مقررات دیکته شده طراحی اتومبیل‌های مسابقه ای لمانز و همچنین تغییراتی در مدار برای افزایش ایمنی شد.

## زمینه شرکت

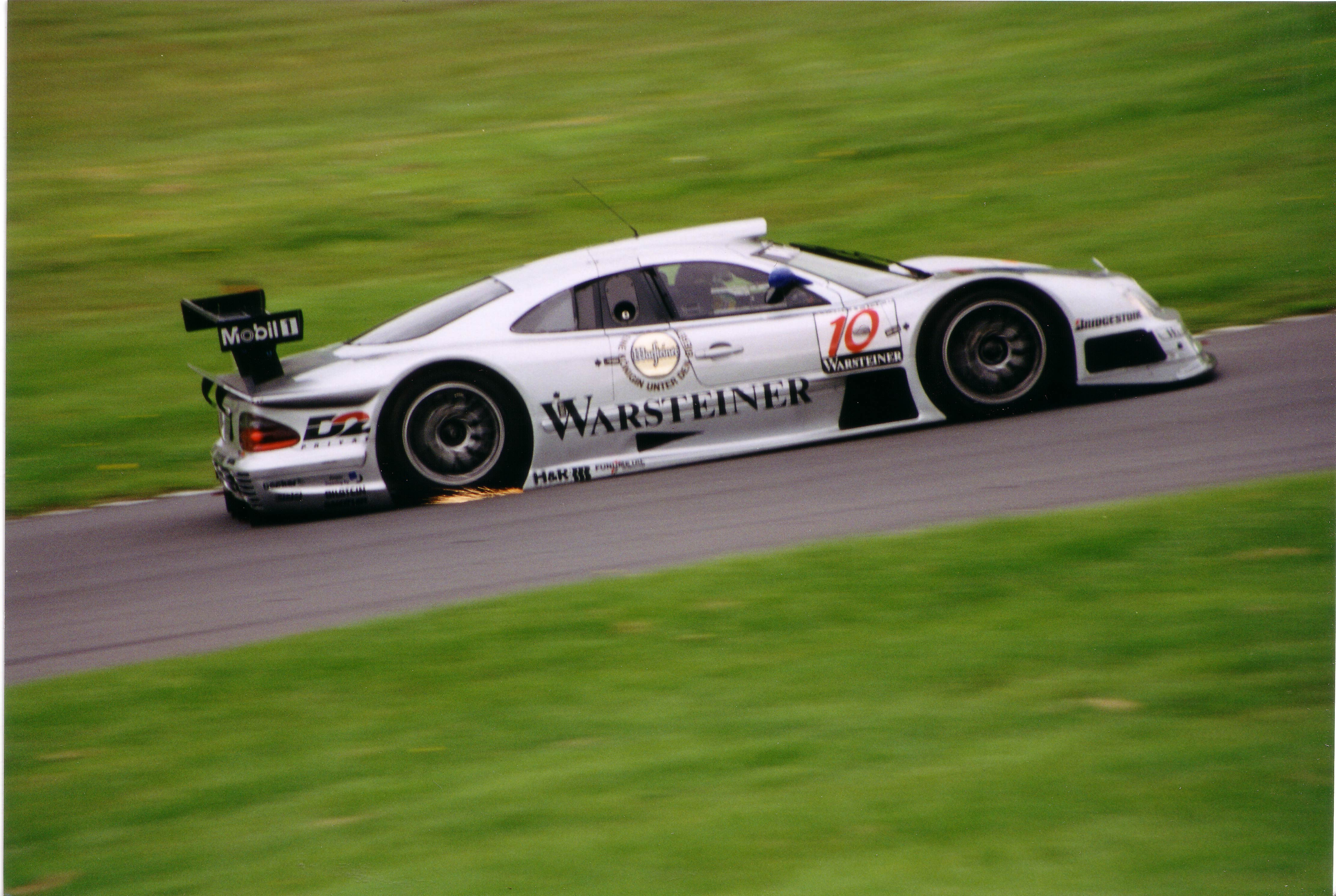
سی‌ال‌کا جی‌تی‌آر که در مسابقات قهرمانی اف‌آی‌ای جی‌تی شرکت می‌کند.

در سال ۱۹۹۶، برنامه‌های اتومبیلرانی مرسدس بنز شامل پشتیبانی از اتومبیل‌های فرمول یک، IndyCar و مسابقات اتومبیلرانی قهرمانی بین‌المللی (ITCC) بود. به دنبال منحل شدن ITCC در پایان فصل ۱۹۹۶، توجه مرسدس به یک سری مسابقات بین‌المللی جدید، فیا جی‌تی معطوف شد.  شرکای مسابقه ای آام‌گ وظیفه داشتند پلتفرمی را برای مطابقت با فدراسیون بین‌المللی اتومبیل‌رانی برای قهرمانی جدید تهیه کنند. اتومبیل‌های جدید، معروف به سی‌ال‌کا جی‌تی‌آر، برای استفاده هم به عنوان اتومبیل‌های اتومبیلرانی و هم جاده ای در دسترس عموم طراحی شده‌اند. سی‌ال‌کا جی‌تی‌آر در اولین فصل خود موفق بود و در یازده مسابقه، هفت پیروزی کسب کرد و هم مقام اول بین همه تیم‌ها را کسب کرد.
برای فصل ۱۹۹۸، آام‌گ با عرضه سی‌ال‌کا جدید با پسوند ال‌ام طراحی سی‌ال‌کا جی‌تی‌آر را اصلاح کرد. تغییر اساسی در طراحی جدید، جایگزینی موتور وی۱۲ با وی۸ کوچکتر بود که به عقیده مهندسین مرسدس برای انجام مسابقات استقامت طولانی‌تر مانند مسابقات ۲۴ ساعته لمانز مناسب تر است. GT. با وجود کسب پول پوزیشن برای لمانز، ماشین‌های جدید قابل اعتماد نبودند و هر دو کمتر از سه ساعت دوام آوردند تا با نقص مکانیکی بازنشسته شوند. این مسابقه توسط پورشه که یکی از رقبای فیا جی‌تی مرسدس بود به پیروزی رسید. مرسدس پس از پیروزی در هر ده مسابقه، دومین قهرمانی متوالی فیا جی‌تی خود را در اواخر همان سال را تکرار نمود.
پس از تسلط مرسدس، بیشتر رقبای کلاس جی‌تی۱ ترجیح دادند دیگر در مسابقات قهرمانی اف‌آی‌ای جی‌تی در سال ۱۹۹۹ شرکت نکنند، و منجر به حذف فی‌آی‌ای از این مجموعه شوند. سازمان دهندگان مسابقه ۲۴ ساعته لمانز، تصمیم گرفتند که از اف‌آی‌ای پیروی کنند و دیگر اجازه ورود اتومبیل‌های دسته جی‌تی۱ به لمانز را نمی‌دهند. در حالی که اف‌آی‌ای جی‌تی در سال ۱۹۹۹ فقط در رده پایین جی‌تی۲ خود متمرکز بود، ای‌سی‌او دسته جدیدی از اتومبیل‌های مسابقه ای را ایجاد کرد که به عنوان نمونه اولیه گرند تورینگ ال‌ام‌جی‌تی‌پی شناخته می‌شود. مقررات جدید اجازه شرکت سی‌ال‌کا ال‌ام در مسابقات را نمی‌داد. مرسدس که دیگر نمی‌توانست با مسابقات سی‌ال‌کا ال‌ام در مسابقات قهرمانی اف‌آی‌ای جی‌تی شرکت کند، تمرکز خود را در گروه جدید ال‌ام‌جی‌تی‌پی ای‌سی‌او متمرکز کرد.

## توسعه خودرو

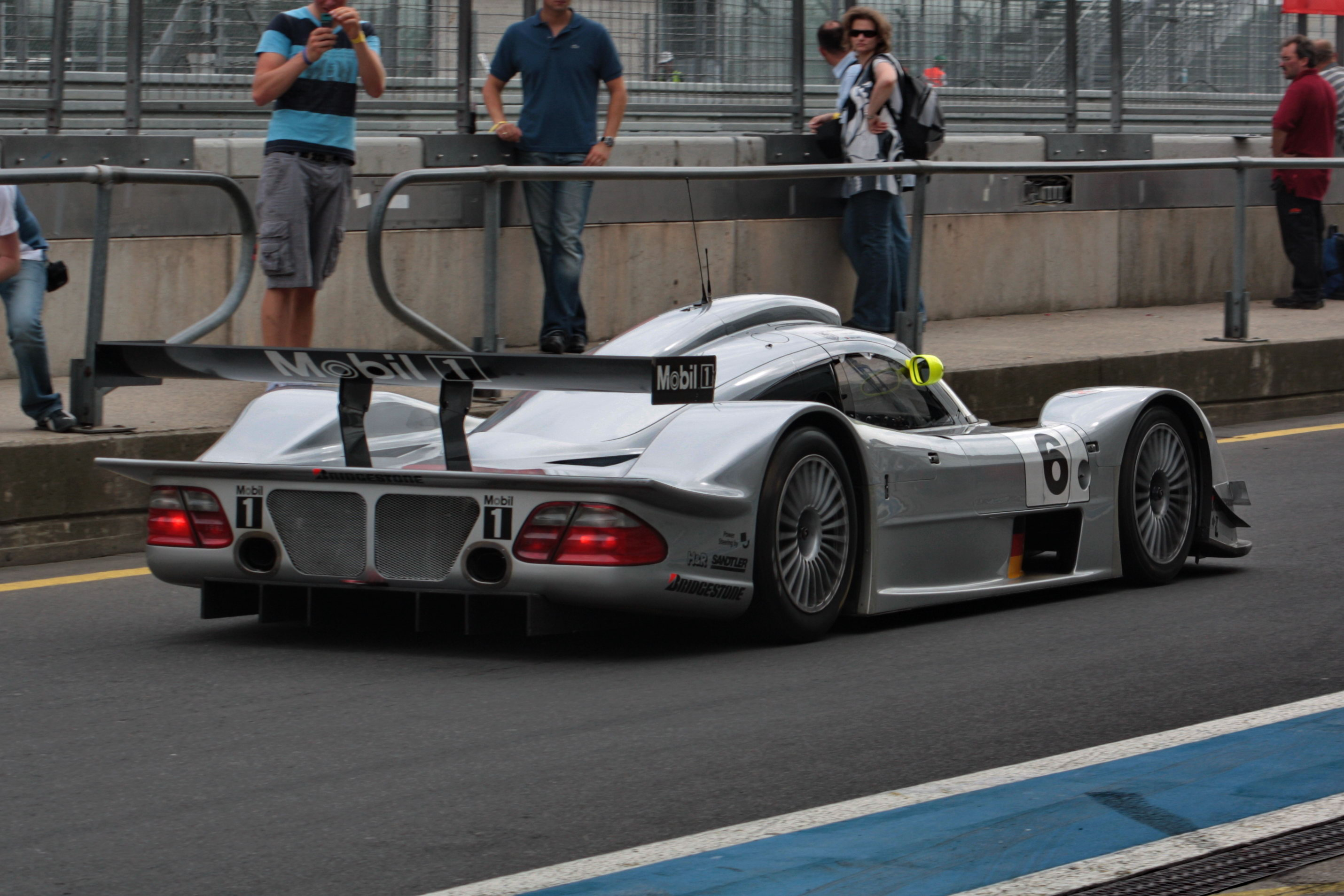
نمای عقب سی‌ال‌آر

کار در زمینه طراحی یک پلتفرم جدید برای مطابقت با مقررات ال‌ام‌جی‌تی‌پی در سپتامبر ۱۹۹۸ و در حالی که مرسدس دومین فصل قهرمانی اف‌آی‌ای جی‌تی خود را به پایان رساند، آغاز شد. توسعه پلتفرم توسط HWA GmbH، بخش اتومبیلرانی آام‌گ، که یک سال بعد به یک شرکت مستقل تبدیل شد، هدایت شد. در قوانین ال‌ام‌جی‌تی‌پی نیازی به ساخت نسخه‌های جاده ای اتومبیل‌ها نبود، بنابراین گرهارد آنگار، طراح ارشد HWA، بدون نگرانی در مورد مسائل قانونی جاده یا درج راحتی راننده، در تهیه پلتفرم سی‌ال‌آر آزاد بود. انتقال از جی‌تی۱ به ال‌ام‌جی‌تی‌پی و عدم لزوم رعایت برخی موارد باعث کاهش حداقل وزن مجاز از ۹۵۰ کیلوگرم (۲٬۰۹۰ پوند) تا ۹۰۰ کیلوگرم (۲٬۰۰۰ پوند)   شد. در طرح جدید شاسی یکپارچه (مونوکوک) با کابین خلبان بسیار کوچکتر از نمونه قبل از جنس فیبر کربن و ساختار لانه‌زنبوری آلومینیومی ساخته شده بود.  بدنه سی‌ال‌آر نیز ۴ اینچ (۱۰ سانتیمتر) قد کوتاه‌تر در مقایسه با سی‌ال‌کا ال‌ام شده بود. در حالی که در پوزه خودرو به دلیل فاصله محوری کوتاه‌تر باعث ایجاد برآمدگی‌های طولانی‌تر شده بود، پوزه این مدل نسبت به مدل قبلی بسیار پایین‌تر و صاف‌تر بود.  توسعه آیرودینامیکی این طراحی در تونل باد دانشگاه اشتوتگارت و با کمک متخصصان آیرودینامیک Fondmetal Technologies انجام شد.  نمای بیرونی این مدل با استفاده مجدد از چراغ‌های عقب کلاس سی‌ال‌کا و سی‌ال‌کا ال‌ام و چراغ‌های کاسه ای جلو که آن زمان زبان طراحی مرسدس بنز بوده‌است طراحی شد.
موتور سی‌ال‌آر نیز نوع طراحی استفاده شده در سی‌ال‌کا ال‌ام بود.  دریچه تنفس طبیعی موتور مبتنی بر موتور ام۱۱۹ استفاده شده در اتومبیل‌های جاده مرسدس بنز در آن زمان بود. نسخه قبلی ام۱۱۹ در سال ۱۹۸۹ موفق به کسب جایزه لمانز برای مرسدس شده بود. حجم موتور ۵٫۰ لیتر (۳۱۰ اینچ مکعب) تا ۵٫۷ لیتر (۳۵۰ اینچ مکعب) برای جبران محدودیت‌های جدید در گروه ال‌ام‌جی‌تی‌پی افزایش یافته بود، که به موتور اجازه تولید تقریباً ۶۰۰ اسب بخار ترمز (۴۵۰ کیلووات؛ ۶۱۰ اسب بخار متری) را می‌داد. اولین موتور تکمیل شده و آزمایش آن در دسامبر سال ۱۹۹۸ معرفی شد. گیربکس ۶ سرعته دستی مستقیماً از سی‌ال‌کا ال‌ام بهره‌گیری شده بود. بریجستون نیز به عنوان تأمین کننده تایر تیم ادامه داد. تنظیمات سیستم تعلیق از سی‌ال‌کا ال‌ام تا حد زیادی با سی‌ال‌آر یکسان بود، اگرچه در پلتفرم جدید فنر مرکزی به سیستم تعلیق عقب اضافه شد.
مرسدس برنامه شرکت در مسابقات توسط سی‌ال‌آر خود را در فوریه ۱۹۹۹ علناً اعلام کرد

## آماده‌سازی
برنامه اولیه مسابقات سی‌ال‌آر، شامل شرکت در جلسه مقدماتی و آزمایشی ماه مه در لمانز به منظور آماده‌سازی برای مسابقه در ماه ژوئن بود. در جلسه آزمون هوکنهایم این تیم برنامه‌های خود را برای شرکت در چندین مسابقه پس از لمان اعلام کرد. اولین برنامه‌ریزی شده برای ژوئیه، یک رویداد نمایشگاهی متشکل از دو دور ۶۰ مایل (۹۷ کیلومتر) مسابقات در مسیر خیابان نوریسینگ نورنبرگ، آلمان بود. مرسدس قصد داشت در این رویداد چهار سی‌ال‌آر را وارد مدار مسابقات کند. تیم مرسدس فصل خود را با سه مسابقه پایانی سری لمانز آمریکایی به پایان رساند بیش از ۲۰۰ پرسنل از مرسدس بنز و HWA خدمه این سه اتومبیل شرکت کننده را تشکیل دادند این تیم به‌طور رسمی با نام AMG-Mercedes شناخته می‌شد.
مرسدس در اعلامیه راه اندازی مسابقه خود در فوریه ۱۹۹۹، ۹ راننده خود را به تیم معرفی کرد. کریستف بوچوت، ژان مارک گونون، برند اشنایدر، مارسل تیمان و مارک وبر تیم مرسدس بنز بودند. نیک هایدفلد که در آن زمان راننده آزمایشی تیم فرمول یک مرسدس مک لارن بود، برای اولین تجربه حضور در اتومبیل‌های اسپرت به تیم اضافه شد. پیتر دمبرک، قهرمان اسبق مسابقات گرندپری ماکائو و قهرمان فرمول سه در کل ژاپن نیز از اعضای تیم بود. پدرو لامی، قهرمان اف‌آی‌ای جی‌تی۲ ۱۹۹۸، از تیم اورسا کرایسلر برای شرکت در لمانز و مسابقات آلمان برای مرسدس دعوت شد، فرانک لارگوس نیز از تیم نیسان به تیم مرسدس منتقل شد. دارن ترنر، راننده آزمایشی مک لارن، به عنوان راننده ذخیره تیم برای لمانز خدمت می‌کرد.

## مسابقات لمانز

### تمرین و احراز شرایط شرکت در مسابقه
با کسب عنوان قهرمانی ۱۹۹۸ اف‌آی‌ای جی‌تی، مرسدس یک ورودی تضمینی برای لمانز را دریافت کرد. در مرحله مقدماتی، ۶۲ تیم متقاضی ورود به مسابقه بودند. ورود نهایی به لمان با ۴۸ اتومبیل انجام می‌شد که ترکیبی از ورودی‌های تضمین شده و سریع‌ترین اتومبیل‌ها در مسابقات مقدماتی در کلاس‌های مربوط است. دسته نمونه اولیه، ترکیبی از اتومبیل‌های ال‌ام‌پی و ال‌ام‌جی‌بی‌تی فقط از ۲۸ ورودی ۲۸ اتومبیل را مجاز می‌داند. رقبا در گروه نمونه اولیه برای سال ۱۹۹۹ شامل برنامه‌های ال‌ام‌جی‌بی‌تی با پشتیبانی کارخانه از تویوتا و آئودی و ورودی‌های ال‌ام‌پی از نیسان، ب‌ام‌و، آئودی و پانوز بودند. تویوتا در مجموع سریعترین زمان پیش مقدماتی را تعیین کرد و پس از آن پانوز و BMW قرار گرفتند. مرسدس شماره ۶ - ششمین اتومبیل سریع بود، در حالی که شماره‌های ۴ و ۵ به ترتیب ۱۴ و ۱۵ بودند. اگرچه اتومبیل‌ها موفق به عبور از مرحله مقدماتی شدند، اما یک سی‌ال‌آر دچار شکست شد. اتصال تعلیق از جلوی مونوکوک شاسی پاره شد. خرابی سیستم تعلیق اولین خطای بزرگی بود که سی‌ال‌آرها از ابتدای آزمایش خود در فوریه متحمل شدند. 
در اوایل روز دوم جلسه، وبر، راننده سی‌ال‌ار شماره ۴، شد در یکی از پیچ‌ها CLR ناگهان باد دماغه و چرخهای جلوی خودرو را از مدار بلند کرد و جلوی خودرو به هوا پرتاب شد. پس از پرتاب خودرو در طول ۳۰۰ متر به موانع کنار پیست برخورد کرد و واژگون شد.  وبر توسط مارشال‌های اتومبیل از خودرو خارج و به بیمارستانی مجاور منتقل شد. وبر در تصادف از ناحیه گردن، سینه و پشت آسیب دید.

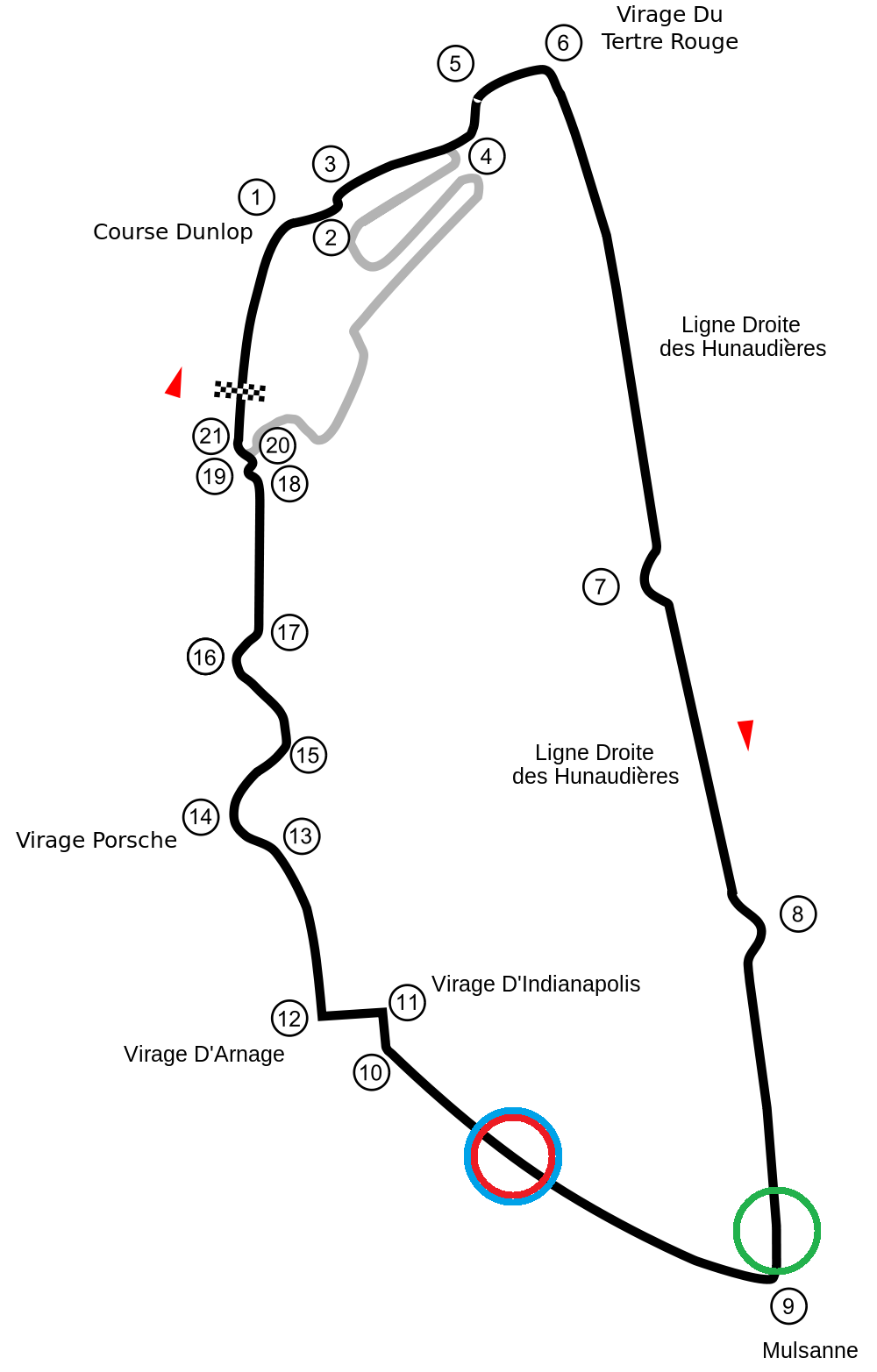
مکان‌های تصادفات سی‌ال‌آر در پیست سرت: تصادف مسابقه دامبرک

به دلیل تصادف، ماشین شماره ۴ نتوانست زمان مقدماتی خود را نسبت به روز گذشته بهبود بخشد، که با بهبود اوقات رقبا، ماشین را به رده دهم جدول اصلی رساند. مرسدس شماره ۵ نیز زمان دور خود را بهبود نداد و جلسه را هفتم با شکست به پایان رسید. برند اشنایدر با دور ۳: ۳۱٫۵۴۱ برای اتومبیل شماره ۶ توانست سریعتر از زمان قبلی خود پیش برود. تویوتا با دور ۳: ۲۹٫۹۳۰ موقعیت بهتری را بدست آورد. لاشه سی‌ال‌ار شماره ۴ در پایان جلسه مقدماتی به مرسدس بازگردانده شد و تیم با انتشار بیانیه مطبوعاتی تأیید کرد که می‌توانند دو روز قبل از شروع مسابقه ماشین را تعمیر کنند. یک شاسی مونوکوک اضافی سی‌ال‌آر که از یک ماشین آزمایشی گرفته شده بود، برای بازسازی خودروی شماره ۴ آسیب دیده استفاده شد. وبر چند روز بعد با تمرینات بدنی توانست از آسیب دیدگی خود بکاهد و بهبود یابد و صبح روز شنبه آماده در مسابقه شد.

### بازی دست گرمی
صبح روز مسابقه، یک جلسه گرم شدن به مدت نیم ساعت به عنوان آماده‌سازی نهایی برای تیم‌ها برگزار شد. مرسدس شماره ۴ که پس از حادثه پنجشنبه خود تعمیر شد، با شروع جلسه به دو هم تیمی خود در مدار پیوست. وبر بار دیگر در حال رانندگی با ماشین شماره ۴ بود. با رسیدن به یک تپه در گوشه پیست، ماشین وبر یک بار دیگر خودرو اش به هوا پرتاب شد و سمت راست خودرو به آسفالت کوبید، و موتور، بال عقب و دماغه خودرو از بین رفت. مارشال‌ها توانستند وبر را از خودروی تصادف کرده بیرون بکشند، وبر در این تصادف هیچ صدمه ای ندید.
مرسدس بلافاصله سی‌ال‌آر شماره ۴ را پس از این رویداد پس گرفت، درحالی که فقط چند ساعت از آغاز مسابقه گذشته بود. نوربرت هاگ، رئیس فعالیت‌های اتومبیلرانی مرسدس بنز، برای مشاوره در مورد اصلاح سی‌ال‌آرهای باقیمانده برای جلوگیری از حوادث بعدی با آدریان نیوی، ارودینامیک ارشد تیم فرمول یک مک لارن تماس گرفت. همچنین از رانندگان درمورد اینکه آیا آنها معتقدند اتومبیل برای مسابقه بیش از حد خطرناک است، مشاوره گرفت. بوچوت احساس می‌کرد جلوی ماشین در سرعت‌های بالا سبک می‌شود و نگرانی‌های خود را به تیم اعلام کرد. مرسدس بنز تصمیم به افزودن هواکش‌هایی روی گلگیرها برای افزایش نیروی رو به پایین گرفت. همچنین به رانندگان دستور داده شد که از نزدیک اتومبیل‌های دیگر را دنبال نکنند.

### مسابقه

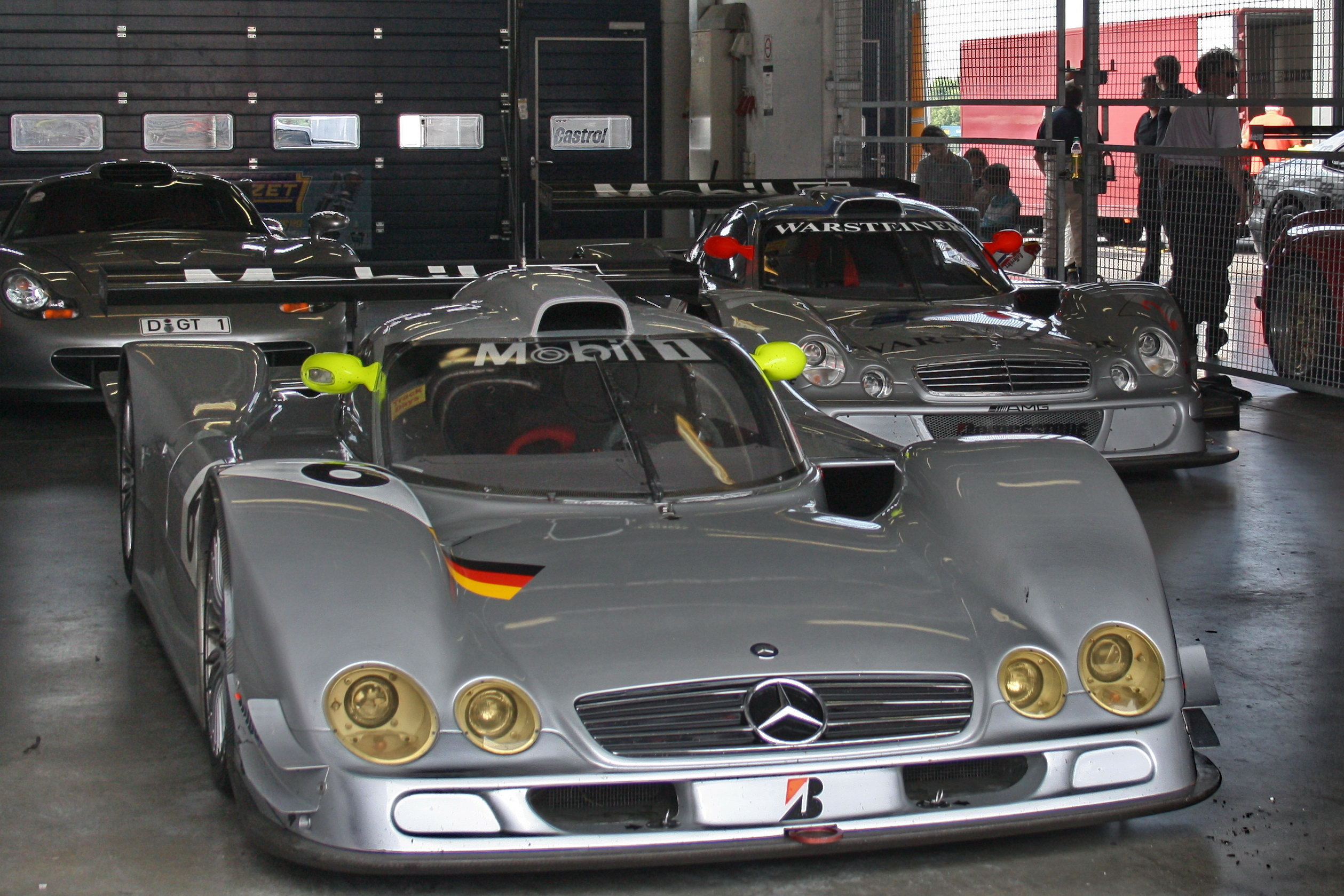

تنها با دو سی‌ال‌آر باقی مانده، مرسدس از جایگاه چهارم و هفتم شروع کرد. اشنایدر در حالی که بوچوت به رده چهارم صعود کرد، توانست در دور اول پشت دو تویوتا به مقام سوم برسد. پیت استاپ راننده تویوتا توقف کرد و پس از آن اشنایدر و بوچوت و سپس دو ب‌ام‌و قرار گرفتند. سرانجام یکی از تویوتاها دچار مشکلات انتقال نیرو شد که باعث پایین آمدن سکوی آن در میدان شد و باعث شد شش موقعیت برتر در بین دو تویوتا، دو مرسدس و دو بی‌ام‌و جایگزین شود. تغییرات راننده در مراحل بعدی توقف در گودال باعث شد لاگورس به جای اشنایدر در شماره ۶ قرار بگیرد، در حالی که دامبرک در شماره ۵ جایگزین بوچوت شد. اشنایدر گزارش داد که، با وجود برخی مشکلات اولیه در رابطه با آیرودینامیک جدید این خودرو، تا پایان دوره کار وی به خوبی در حال اجرا بود. 
در اواخر ساعت چهارم مسابقه، مرسدس با پورشه ۹۱۱ جی‌تی۲ کلاس جی‌تی‌اس از تیم استوریل ریسینگ تصادف کرد، اما تصادف جزئی بود و هردو بدون آسیب دیدگی ادامه دادند.  در دور ۷۶ دامبرک در جایگاه سوم قرار گرفت و تیری بوتسن تویوتا در جایگاه دوم گرفت. مرسدس در دور ۷۶ با ۲۰۰ مایل بر ساعت (۳۲۰ کیلومتر بر ساعت) بر اثر یک برخورد به پرواز درآمد که در این پرواز در هوا سه بار چرخید و ارتفاع آن تقریباً به ۵۰ فوت (۱۵ متر) رسید.  سر انجام سی‌ال‌آر به حاشیه پیست پرتاب شد. دامبرک پس از برخورد اولیه بیهوش شد اما دقایقی بعد هوشیار شد و توسط مسئولان مربوط به بیمارستان منتقل شد.  در پایان دور ۷۶ توسط لاگورس تیم دستور داده شد که بقایای سی‌ال‌آر را مستقیماً به گاراژ خود بیاورد. هنگام ورود خودرو، مرسدس-آام‌گ آخرین سه در گاراژ خود را تعطیل کرد که نشان دهنده بازنشستگی رسمی مرسدس از این رویداد بود. بی‌ام‌و روز بعد پیروز مسابقه شد.